# 北海道旭川東高等学校
北海道旭川東高等学校（ほっかいどうあさひかわひがしこうとうがっこう、Hokkaido Asahikawa Higashi High School）は、北海道旭川市にある公立（道立）の高等学校。1903年開校の北海道庁立上川中学校を起源とする伝統校である。通称は「旭東（きょくとう）」「東高」など。

## 沿革
- 1903年 2月14日 - 文部省告示第27号を以て北海道庁立上川中学校を旭川に設置することを許可される。
- 1903年 5月1日 - 上川外2郡農会事務所を借用し、職員6名、生徒第1学年2学級、102名を以て授業を開始する。（この日を開校記念日とする）
- 1907年 - 塩田弓吉（教諭）による作詞作曲の校歌を制定する。（突兀七千有余尺）
- 1915年 4月19日 - 校名を北海道庁立旭川中学校に変更する。
- 1923年 5月1日 - 旭川中等夜学校（現在の定時制の前身）を設立。
- 1935年 4月10日 - 旭川中等夜学校が旭川夜間中学と改称。
- 1942年 6月16日 - 旭川夜間中学が財団法人北辰中学校と改称。
- 1943年 6月16日 - 旭川中学校内に夜間授業課程が設置される。
- 1948年 4月1日 - 学制改革により、校名を北海道立旭川高等学校に変更する。
- 1950年 4月1日 - 高等学校の統合により、校名を北海道旭川東高等学校と改称する。
- 1953年 8月20日 - 新校歌（野辺には花咲き）（作詞:風巻景次郎、作曲:長谷川良夫）と新校旗を制定する。
- 1958年 - 2代目校舎落成
- 1973年 10月22日 - 制服の自由化を実施する。
- 1991年 11月1日 - 現校舎（3代目）が完成。（一部は1989年より供用開始）
- 2006年 - 全国で高等学校必履修科目未履修問題が発覚。同校でも履修漏れが明らかになる。
- 2013年 - 創立110周年記念式典開催。

## 概要・特色
- 全日制普通科と定時制普通科から成る。全日制普通科は北海道有数の公立進学校である。学校標語の「シマレガンバレ」「挙校大和」や、校訓である「生をよろこべ　矩にしたがえ　全力をつくせ」の元、自由な校風が特徴。
- 1973年に登校時の服装が自由化されたが、制服が廃止されたわけではなく、現在も校則には男女それぞれの制服の規定があり、生徒手帳にも掲載されている。
- 地元での通称は「東（ひがし）」もしくは「東高（とんこう）」。また、「東高（とんこう）」は応援歌の歌詞にもある。
- 全国高等学校クイズ選手権においては、1991年（第11回）に準優勝を果たしたほか、2002年（第22回）には同大会史上初の男女混成チーム（いわゆるドリカム編成）で初優勝を達成している。
- 全国高等学校将棋選手権大会の第15回大会（1979年）では、男子団体で全国優勝を果たしている。
- 定時制では、高等学校卒業程度認定試験の合格者などに単位を認定するなどして、3年間で卒業できる場合がある。
- 第三回エコノミクス甲子園北海道大会（2009年）で優勝し、全国大会への出場を果たした。
- 放送局は第59回NHK杯全国高校放送コンテスト（2012年）テレビドキュメント部門で、全国優勝を果たした。
- 音楽部は第85回NHK全国学校音楽コンクール全国コンクール（2018年）で、銅賞を受賞した。
- 校歌が変拍子と全国的にも珍しい。
- 同高の卒業生で組織される同窓会が各地（旭川・札幌・東京）で活動している。
- 硬式野球部は旭川中学校時代を含めて夏の予選に11度決勝進出（2022年現在）も全て決勝で敗れている。そのため2023年11月には特別コーチとしてイチローを招聘し、フリーバッティングで数学教室の窓ガラスを割ったことが話題となった[1]。ちなみにその窓ガラスは後に額装され、同校で記念展示されている[2]。なお、春季大会では1970年（第9回大会）に全道優勝を果たしている。
- 山岳部は2024年に福岡で開催された全国高校大会A隊で優勝。
- 現在旭川で学力がトップの公立高校であり、2番目は北海道旭川北高等学校。

## 部活動・外局・同好会
運動系部活動
- 野球
- サッカー
- 男子バスケットボール
- 女子バスケットボール
- 男子バレーボール
- 女子バレーボール
- 男子バドミントン
- 女子バドミントン
- 卓球
- 男子ソフトテニス
- 女子ソフトテニス
- 男子硬式テニス
- 女子硬式テニス
- ハンドボール
- 陸上
- 山岳部

文化系部活動
- 囲碁・将棋
- 化学
- 天文
- 美術・工芸
- 音楽（合唱）
- 茶華道
- 書道
- 文芸
- 英語
- 漫画・アニメ研究

外局
- 放送
- 吹奏楽
- 新聞

同好会
- クイズ研究
- 軽音楽
- ダンス
- 剣道

臨時設置の部活動
- 駅伝

## 著名な出身者

### 政治・行政
- 加藤剛士（第6代名寄市長）
- 川田正則（元衆議院議員）
- 斉藤繁（第11代上富良野町長）
- 滝野啓次郎（公選第2代北見市長）
- 西川将人（衆議院議員、公選第9代旭川市長）
- 古屋浩明（人事官、元人事院事務総長）
- 道下大樹（衆議院議員、元北海道議会議員）
- 安井吉典（元衆議院議員、第57代衆議院副議長）
- 山崎摩耶（元衆議院議員、元日本看護協会理事）
- 山本進（第6代東神楽町長）
- 三井靖広（外交官、在クリチバ総領事）
- のむらパターソン和孝（元旭川市会議員）

### 軍人・自衛官
- 有末精三（陸軍中将）
- 有末次（陸軍中将）
- 尾崎義春（陸軍中将）
- 加藤建夫（陸軍少将・加藤隼戦闘隊）
- 河田槌太郎（陸軍中将）
- 中永太郎（陸軍中将）
- 坂本雄一（陸将）

### 経済・技術
- 相木孝仁（元楽天ヨーロッパCEO、元コボCEO、元フュージョンコミュニケーションズ社長）
- 中野友雄（元北海道電力社長、元北海道経済連合会会長）
- 平岡敏男（元毎日新聞社社長）
- 前田義徳（第10代NHK会長）
- 真弓明彦（北海道電力会長、北海道経済連合会会長）
- 村田真（ソフトウェア技術者）
- 吉崎栄泰（医師、プログラマ）
- 藤本壮介（建築家）
- 綿貫泰之 (JR北海道代表取締役社長）
- 宮口宏夫 (北海道新聞社代表取締役会長）
- 秋田滉一（医師）
- 中野勝義(元全日本空輸副社長)
- 西尾長光（丸ヨ西尾社長、セイコーマート創業者、札幌商工会議所会頭）
- 野地春菜（元Wolt Japan代表取締役、newmo取締役COO）

### 学問
- 赤松俊秀（歴史学者）
- 安念潤司（法学者、中央大学法科大学院教授）
- 小島衛（ドイツ文学者・元京都大学教授）
- 北郷裕美（社会学者）
- 北村紗衣[3]（英文学者、武蔵大学教授）
- 近藤典彦（国文学者、元群馬大学教授）
- 斎藤忍随（哲学者・元東京大学文学部長）
- 谷口義明（天文学者）
- 中原淳（教育学者、立教大学教授）
- 納谷廣美（元明治大学学長）
- 藤岡喜久男（歴史学者）

### 文化
- 小野敦生（将棋棋士）
- 浮穴みみ （小説家）
- 加藤顕清（彫刻家）
- 木原直哉（ポーカープレイヤー）
- 小林米作（記録映画カメラマン・映画プロデューサー）
- 座光寺公明（作曲家）
- 佐々木倫子（漫画家）
- 清水博子（小説家）
- 寺沢武一（漫画家）
- 佐藤友美 (ライター)（作家・ライター）
- 中村泰敏（CMディレクター・アニメーター・イラストレーター）
- 永江朗（フリーライター）
- 藤田和日郎（漫画家）
- 山口正城（画家・グラフィックデザイナー）
- 丸山奏子（プロ雀士）

### 芸能
- 青野武（声優）
- 山田和史（漫才師・さんだあず）
- 品川徹（俳優）
- 原一平（コメディアン）

### マスコミ
- 明石英一郎（元札幌テレビアナウンサー、現在は札幌映像プロダクション専務取締役エグゼクティブアナウンサー）
- 奥山コーシン（放送作家、ラジオパーソナリティ）
- 折坂章子（気象予報士）
- 金平茂紀（TBSテレビ報道キャスター）
- 久保雅一（プロデューサー、編集者）
- 朝妻久実（フリーアナウンサー、元山陰中央テレビ放送契約アナウンサー）
- 伊藤晋平（東北放送アナウンサー）
- 沢田石和樹（NHKアナウンサー）

### スポーツ
- ヴィクトル・スタルヒン（元プロ野球選手） - 3年次に中退
- 但野寛（クロスカントリースキー選手）
- 二木健太（バレーボール選手、サントリーサンバーズ）
- 干場一夫（元プロ野球選手・大阪タイガース投手）
- 本間哲郎（元プロ野球選手・横浜大洋ホエールズ投手）
- 丸田恭介（日本中央競馬会騎手） - 1年次に中退
- 八木祐四郎（元JOC会長）
- 北口榛花（陸上選手、やり投げ・砲丸投げ）